# 武塘纪念亭
武塘纪念亭位于于中国湖南省长沙县春华镇武塘村牛角岭上，已被列为湖南省文物保护单位。
1759字，为纪念毛泽东的按语以及春华农业的发展历史，由上级拨款，武塘农民捐工在武塘山村修建毛主席批示武塘纪念亭，次年建成。亭式由湖南大学土木系设计、承建。
武塘纪念亭铺金色琉璃瓦。亭下立一尊祁阳石碑，碑正面刻是毛泽东题字“树立贫农和下中农的优势”；碑背面，刻着毛泽东对武塘批示的《树立贫农和下中农的优势》按语全文。